# 276
Năm 276 là một năm trong lịch Julius. 